# Paragus majoranae
Paragus majoranae är en tvåvingeart som beskrevs av Camillo Rondani 1857. Paragus majoranae ingår i släktet stäppblomflugor, och familjen blomflugor.
Artens utbredningsområde är Italien. Inga underarter finns listade i Catalogue of Life.